# Thasos (île)
Pour les articles homonymes, voir Thasos.

Thasos 3D

Thasos ou Thásos (en grec moderne : Θάσος), est une île montagneuse appartenant à l'archipel grec des Sporades thraces, à 8 km de la Thrace continentale et à l'ouest de l'île de Samothrace. Elle appartient administrativement au dème de Thasos et à la périphérie de Macédoine-Orientale-et-Thrace.

## Géographie
Située au large du golfe de Kavála, Thasos (398 km2, 80 km de pourtour) est la plus grande des îles du nord de la mer Égée. L'île est divisée aux deux tiers par une importante chaîne montagneuse orientée nord-ouest/sud-est, l'Hypsarion, dont cinq sommets ont plus de 1 000 m d'altitude, séparant ainsi deux espaces aux caractères très différents : le relief compartimenté du tiers nord-est, où la circulation est difficile et les plaines étroites, s'oppose ainsi au sud-ouest aux plaines littorales plus vastes et faciles d'accès<.
Le sous-sol de l'île est essentiellement constitué de gneiss gris-vert et de marbre, largement exploité et exporté durant l'Antiquité. Des gisements d'or, de cuivre, de fer et de plomb argentifère sont exploités depuis l'Antiquité.
Bien pourvue d'eau et favorisée par un climat relativement tempéré (climat méditerranéen à tendance balkanique), Thasos est couverte de forêts : chênes-verts, chênes-lièges, pins, châtaigniers, arbres de Judée, platanes d'Orient, plantes du maquis. Dans l'Antiquité, le bois fut une des principales ressources de l'île, les forêts étant rares en Grèce.
Dans les plaines côtières, on cultive l'olivier. La vigne, dont le vin jadis fameux était largement exporté, a pratiquement disparu.

## La cité antique

### Époque archaïque

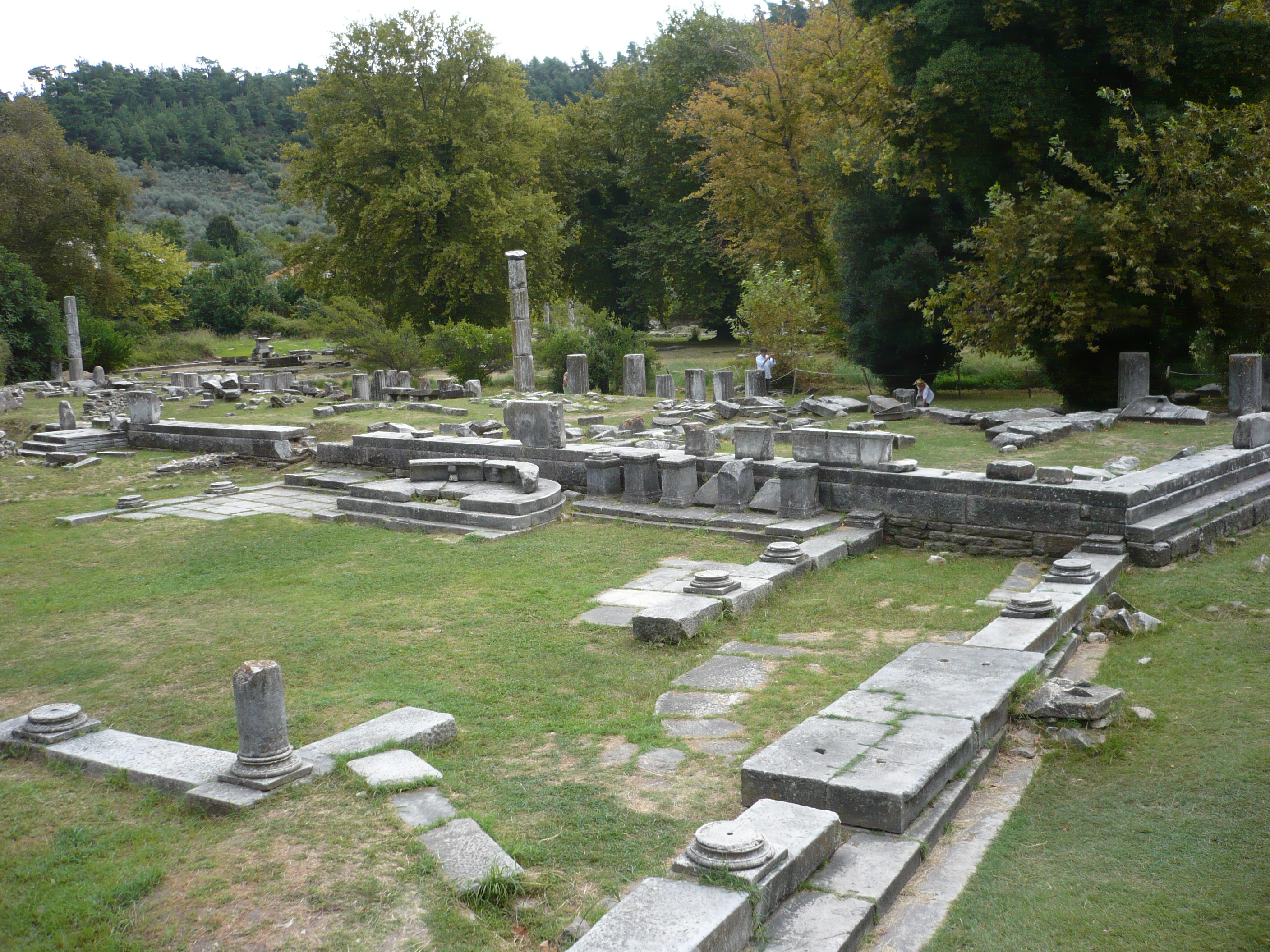
Ruines de la cité antique de Thasos.

L'île fut habitée dès l'époque paléolithique autour des grottes d'où l'on extrayait de l'ocre. On y a également retrouvé des habitats de l'âge du bronze, mais l'histoire de l'île nous est véritablement connue à partir du moment où, vers 680 avant notre ère, elle fut colonisée par des Grecs originaires de Paros menés par Télésiclès, le père du poète Archiloque, selon la prophétie d'un oracle de Delphes.
Rapidement, la nouvelle cité étendit son aire d'influence sur le continent lui faisant face, riche en nombreux gisements miniers d'or et d'argent. On trouvait des gisements d'or et d'argent dans le Pangée et dans l'arrière-pays de Néapolis-Kavala, d'or dans le massif de la Lékanè, à Skaptè-Hylè. Ces mines particulièrement riches, entre le Strymon à l'ouest et le Nestos à l'est, assurèrent sa prospérité : vers 500 av. J.-C., la cité était riche, puissante, possédait une importante flotte de commerce et de guerre, et s'était construit une enceinte.
Lors des guerres médiques, les Thasiotes évitèrent d'affronter le roi Darius Ier en 492 av. J.-C. et organisèrent, en 480, pour Xerxès et son armée, un repas qui coûta à la cité, selon Hérodote, une somme supérieure aux revenus annuels de la cité.

### Époque classique

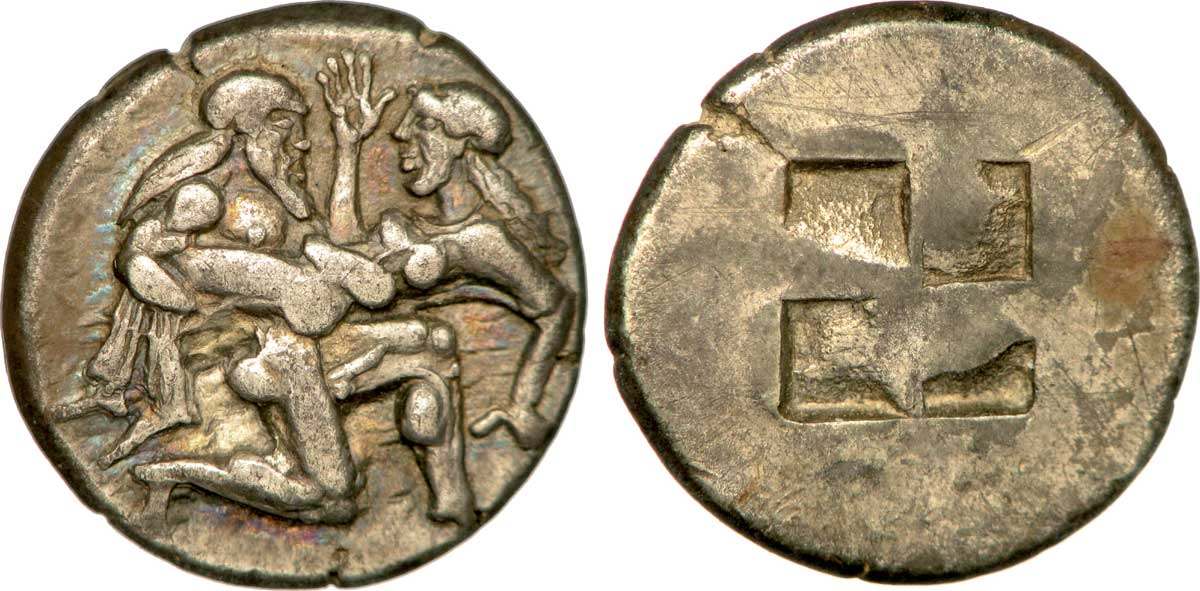
Thasos, statère au satyre ithyphallique. Date : c. 470-463 AC.

Après la défaite perse, Thasos adhéra à la ligue de Délos en 477 av. J.-C. en apportant l'appoint de sa flotte. La disparition de la puissance perse sur le continent lui permit d'y étendre son influence. Mais au milieu des années 460, les Thasiotes se heurtèrent aux intérêts de leurs alliés Athéniens dans la région, notamment autour des gisements miniers du mont Pangée. On évoque des « différends au sujet de leurs ports de commerce en Thrace sur la côte opposée et de mines qu'y exploitaient les gens de l'île » : en 465, Thasos abandonna la ligue de Délos, ce qui entraîna une réaction immédiate des Athéniens qui l'emportèrent sur mer et, après débarquement, leur imposèrent, sous la direction de Cimon, un siège de deux ans au terme duquel, en 463, les Thasiotes, après avoir vainement fait appel à Sparte, acceptèrent de se rendre.

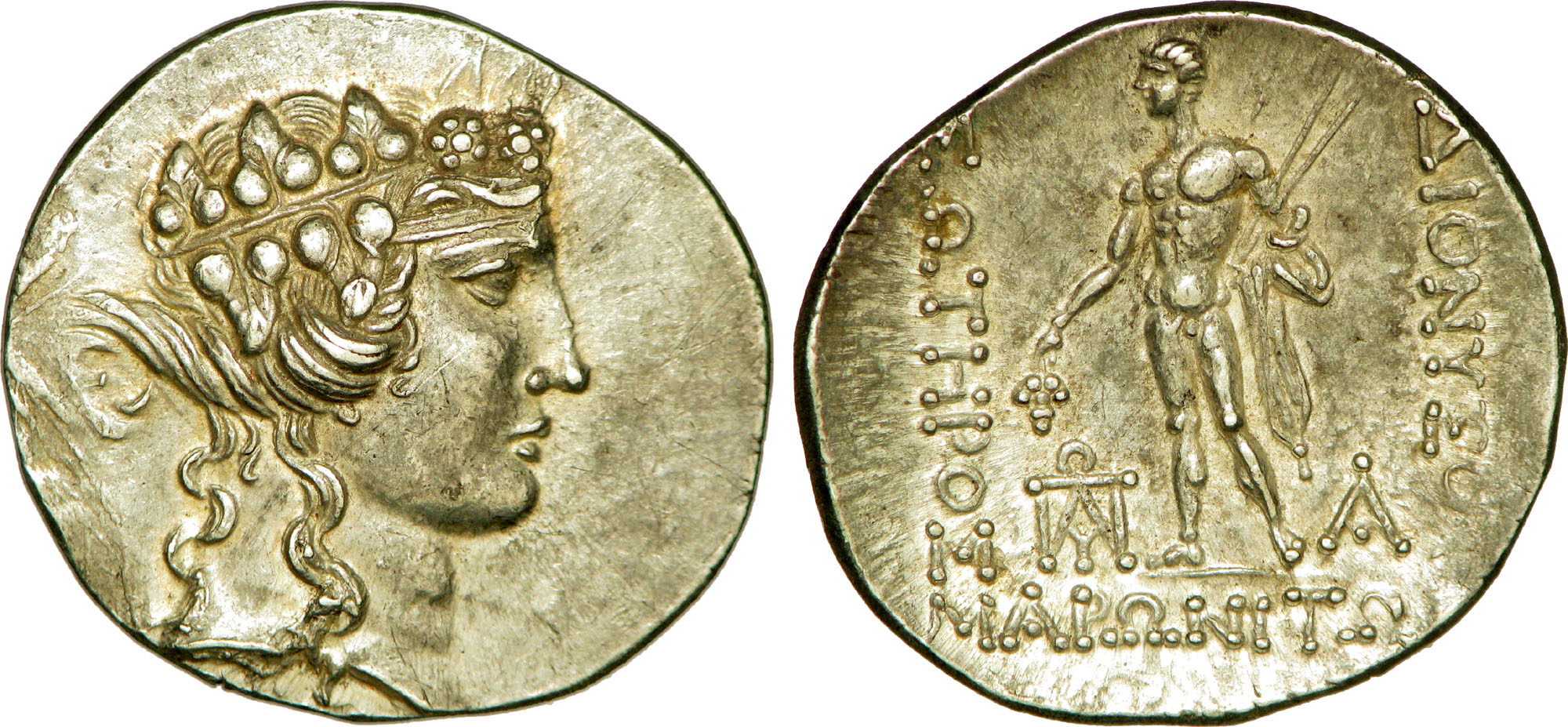
Tétradrachme en argent frappé à Maronée représentant Dionysos

Les représailles furent sévères : les Thasiotes durent s'engager à « détruire leurs murailles, à livrer leur flotte, à fournir immédiatement tout l'argent qu'on leur demandait, à payer tribut à l'avenir et à abandonner le continent et les mines ». La cité se voyait ainsi à la fois privée de ses principales sources de revenus (revenus miniers du continent et taxes établies sur le commerce continental) et assujettie à de lourdes dépenses (remboursement, étalé sur une vingtaine d'années, des frais de guerre aux Athéniens et versement d'un lourd tribut à l'alliance).
Ce traitement handicapa fortement l'économie thasiote pendant une quinzaine d'années et contraignit la cité à établir provisoirement un nouveau prélèvement sur les karpoi : la production agricole de la chôra, c'est-à-dire essentiellement sur le vignoble, réputé, de l'île. La mise en place d'un tel impôt sur la production agricole manifeste la détresse financière de la cité face à ses obligations, dans la mesure où les cités grecques antiques semblent ne le pratiquer qu'en dernier recours, comme l'indique l'exemple de Mendè en Chalcidique cité par Aristote.
Au demeurant, le fait que la cité ait pu assumer pendant vingt ans un lourd prélèvement de l'ordre de 75 à 100 talents par an souligne le dynamisme de l'économie thasiote, même amputée de ses possessions continentales. Comme le souligne Michèle Brunet, en comparaison, « les trente talents versés par la suite [à partir de 443] au Trésor des alliés durent presque sembler légers ». La pression athénienne se maintint cependant longtemps et de riches Athéniens acquirent des vignobles dans l'île.
Thasos saisit l'occasion de la révolution oligarchique des Quatre-Cents à Athènes, en 411, pour se soulever : les Thasiotes reconstruisirent leur enceinte et leur flotte et s'allièrent avec Sparte. En 407, ils furent à nouveau vaincus par les Athéniens, dirigés par Thrasybule, après un siège très dur. La victoire des Spartiates conduisit Lysandre, en 405, à rassembler les citoyens dans le sanctuaire d'Héraclès en promettant l'amnistie afin de mieux y massacrer les partisans d'Athènes. Par la suite, les Thasiotes reprirent pied sur le continent en y constituant un territoire rattaché à l'île et désigné comme « épire » dans les textes gravés du début du IVe siècle av. J.-C.

### Époque hellénistique et romaine
Malgré la domination spartiate, Thasos revint dans l'orbite athénienne dès 389 et entra dans la seconde confédération athénienne en 375. La cité est alors toujours aussi prospère et son rayonnement commercial important. La montée en puissance de la Macédoine, n'entama pas cette prospérité, et c'est seulement en 202 que le roi de Macédoine Philippe V prit le contrôle de la cité, pour peu de temps puisque vaincu par les Romains en 199. Le Sénat romain déclara l'année suivante la liberté pour tous les Grecs.
Thasos constitua dès lors un allié indéfectible de la République romaine, ce qui lui permit de devenir la principale métropole de la région aux IIe et Ier siècles av. J.-C., comme l'indique la diffusion des monnaies thasiotes de cette époque. En remerciement pour cette fidélité, notamment lors du siège que lui fit subir Mithridate, roi du Pont, le Sénat romain rendit à Thasos, en 80 av. J.-C., ses territoires sur le continent. Tombée en disgrâce lors des révoltes de la fin de la République, la cité retrouva tous ses anciens privilèges sous Auguste et prospéra jusqu'au IIIe siècle.

### Ressources de la cité antique

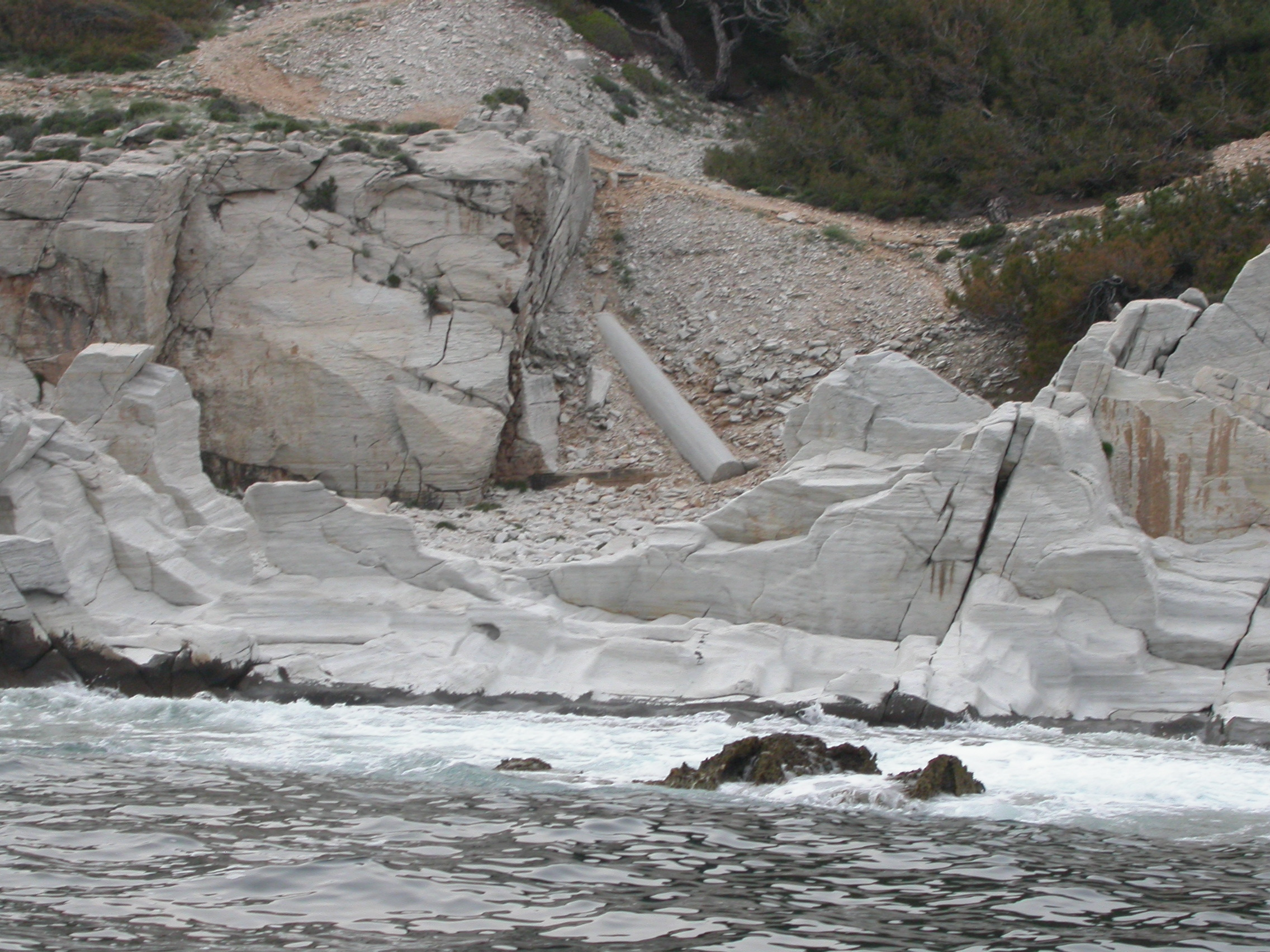
Anciennes carrières de marbre d'Aliki

Les richesses de l'île étaient nombreuses. Si elles assurèrent une certaine prospérité aux Thasiotes, elles ne furent pas sans provoquer la convoitise des États dominant le monde grec.
L'exploitation des mines d'or et de plomb argentifère de l'île sont sans doute à l'origine de sa colonisation par les Grecs, qui en tiraient, d'après Hérodote, 160 kilos d'or par an. Plusieurs chantiers de mines ont été retrouvés par les archéologues, notamment la « mine de l'Acropole », mine d'or ainsi dénommée parce que, située sous la ville antique, elle disposait d'une entrée débouchant sur l'acropole. Sur la côte ouest des gisements de cuivre et d'argent étaient exploités pour la production monétaire. Les conditions d'exploitation de ces mines sont beaucoup moins bien connues que celles du Laurion.
Les forêts thasiotes constituaient une ressource appréciée pour y tailler du bois de charpente, indispensable à la construction navale. On doit aussi relever la présence de carrières de marbre blanc de bonne qualité permettant la sculpture comme la construction, au nord-est à proximité du centre urbain principal (carrières de Saliari, Phanari et Vathy) et surtout au sud-est (Aliki), ces dernières intensément exploitées à l'époque paléochrétienne. Leur caractère côtier rendait plus aisé l'extraction et le transport des blocs par bateau, ce qui contribua sans doute, à l'époque impériale, à la diffusion de ces marbres à une large échelle allant de la mer Méditerranée occidentale à la mer Noire.
Enfin, le vin thasien était très apprécié et durablement exporté (de nombreux ateliers d'amphores ont été retrouvés) à l'époque classique et à la haute époque hellénistique. Thasos est l'une des rares cités grecques qui ait légué des documents sur le commerce du vin dans le monde égéen de l'Antiquité.
Aux époques classiques et hellénistiques, la cité contrôle et exploite de manière équilibrée l'ensemble de son territoire, en un système de peuplement très hiérarchisé. Chaque vallée ou plaine littorale est commandée par un village relié à l'agglomération principale comme aux autres villages par des chemins qui contournent l'obstacle central de l'Hypsarion (1 200 m) en passant par la côte. Le réseau serré des « fermes isolées, installées la plupart du temps au point de contact entre des terroirs aux qualités différentes, témoigne de la densité d'occupation et de l'intensité de la mise en valeur agricole dans toutes les zones périphériques ».
Si la ville de Thasos elle-même est excentrée, au nord de l'île, c'est parce qu'elle fait ainsi face au continent et au territoire qu'elle y contrôle, la pérée, traversé par la Via Egnatia, importante route commerciale reliant Athènes aux détroits via la Chalcidique et, par-delà, le monde égéen aux colonies grecques de la mer Noire. Grâce à ce positionnement et au maillage serré de sa chôra, la cité thasiote assure à la fois son indépendance dans une perspective autarcique et sa prospérité par son insertion dans les circuits commerciaux de l'Égée. Certes, les villages thasiotes sont souvent installés en retrait de la côte, sur les piémonts ; certes des postes de garnisons sont implantés à proximité des lieux de débarquement les plus aisés ; certes les fermes sont fortifiées. Mais cette volonté de se protéger des invasions ennemies ou des raids de pirates n'empêche nullement que « c'est bien dans l'auréole externe de l'île que se concentrent, comme de nos jours, la population et les activités », implantation qui n'était nullement inévitable, comme l'indique, à l'époque moderne, l'installation de la population dans les territoires intérieurs de l'île, tournant le dos à la mer et à ses dangers, notamment la piraterie.

## Histoire médiévale et moderne
Thasos subit des destructions lors de l'invasion des Goths et des Hérules, au IVe siècle. La christianisation de l'Empire romain d'Orient place l'île dans la civilisation byzantine (construction de plusieurs basiliques). Au début du VIIe siècle, de nouvelles invasions se traduisent par d'autres destructions ; des populations romanes et slaves s'ajoutent aux Grecs locaux, qui les assimilent. Le continent étant conquis par le premier Empire bulgare qui menace en permanence la côte égéenne et l'occupe à plusieurs reprises, l'île devient l'escale principale des liaisons byzantines entre Constantinople, le mont Athos et Thessalonique. Elle est alors fortifiée et incluse dans le « thème » du Strymon. En 1204, la quatrième croisade prend Thasos et la rattache à l'empire latin de Constantinople, mais l'empire grec de Nicée la récupère trente ans plus tard, et l'île redevient byzantine. En 1355, elle est conquise par les Génois pour une quarantaine d'années, avant de redevenir byzantine jusqu'à ce que les Ottomans s'en emparent en 1462 pour près de cinq siècles. 
De 1813 à 1902, elle passe sous gouvernement égyptien, ayant été attribuée à Méhémet Ali par le sultan Mahmoud II en récompense de son intervention contre les Wahhabites. Elle participe brièvement au soulèvement grec de 1821 mais se soumet dès décembre et subit alors des pillages de la part des Grecs restés insurgés, notamment des Psariotes et des pirates basés dans les Sporades.
Comme le reste de la région elle est rattachée à la Grèce en 1912, à l'issue des guerres balkaniques.
À partir de 1923, à la suite des échanges de population rendus obligatoires par le traité de Lausanne, des Micrasiates (Grecs d'Asie mineure) viennent s'ajouter aux Thasiotes de souche. Pendant l'Occupation, Thasos est envahie en 1941 par la Wehrmacht et la Kriegsmarine allemandes, tandis que la Bulgarie annexe la Thrace égéenne en face de l'île. Fin 1944, la résistance grecque libère l'île qui, en revanche, n'est pas touchée par la guerre civile grecque.

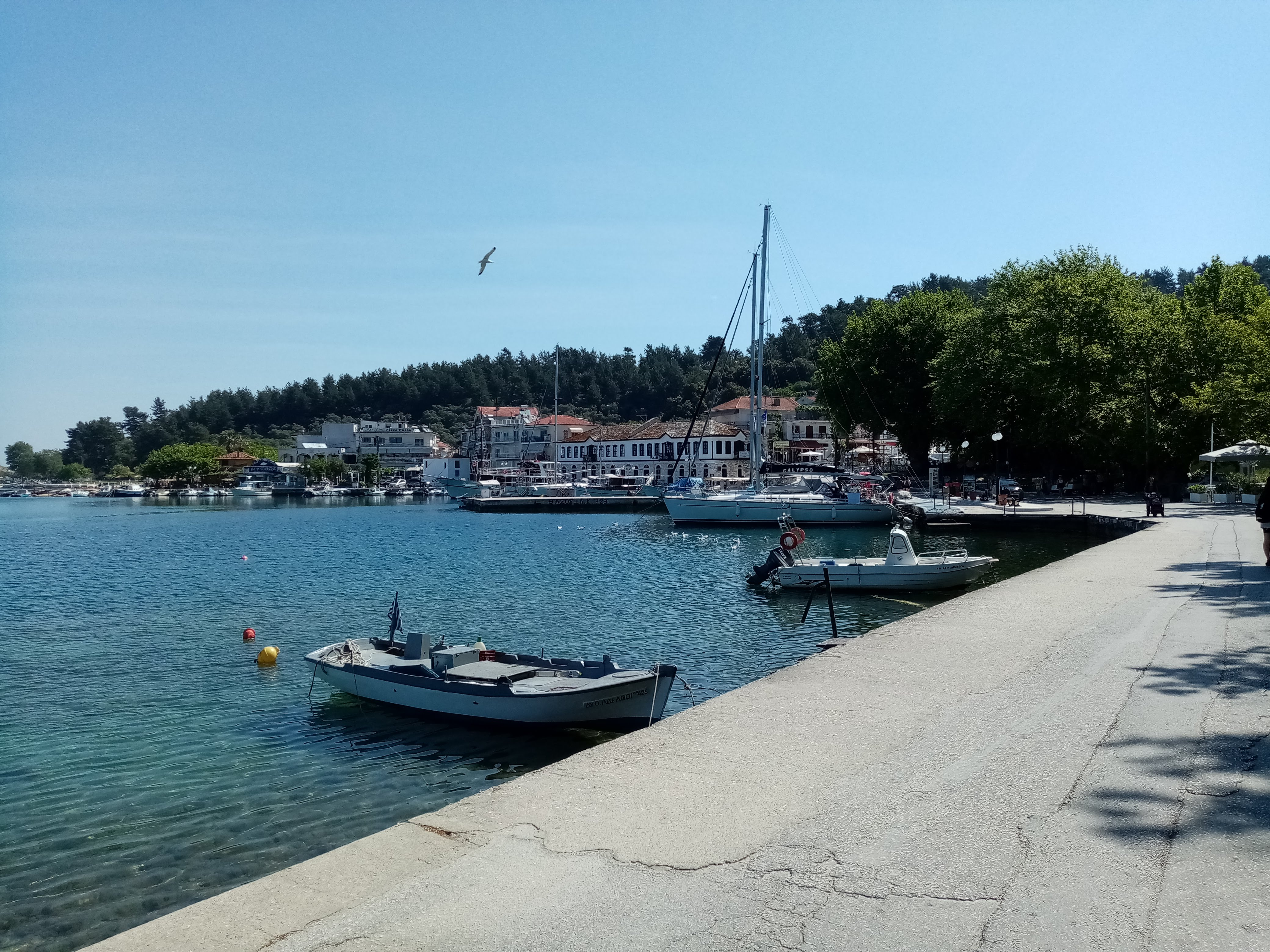
Liménas, vieux port.

Après la guerre, Thasos resta rurale et pastorale jusque dans les années 1960. C'est le tourisme et l'augmentation des échanges qui la firent sortir de cet isolement ; toutefois, la crise financière des années 2010, due à la dérégulation mondiale et aux endettements de la Grèce, en partie consécutifs aux Jeux olympiques de 2004, frappe durement l'économie de l'île.

## Les voyageurs et les fouilles
Le premier de ces voyageurs est un marchand humaniste italien passionné d'études byzantines du XVe siècle : Cyriaque d'Ancône. Parlant grec, il releva plusieurs inscriptions en 1444-1445.
Jusqu'au XVIIIe siècle, une dizaine d'érudits visitèrent l'île et relevèrent des inscriptions. Mais c'est véritablement au XIXe siècle que l'intérêt pour le passé hellénique de l'île se fait plus grand : Georges Perrot, français de l'École française d'Athènes, rédige un mémoire sur l'île en donnant quelques plans qu'il a tracés après observation en 1856. A. Conze publie également un rapport.
Entre 1863 et 1864, Emmanuel Miller dirige les fouilles de l'agora.
Les fouilles de l'École française d'Athènes, dont Charles Picard est responsable, commencent en 1911. On découvre alors le sanctuaire d'Artémis, la porte du Silène, la salle hypostyle... mais aucune stratigraphie n'était étudiée.
Les fouilles se poursuivent de manière plus ou moins continue depuis cette date :
- Jusque dans les années 1930, on tente surtout d'établir une topographie générale de la ville et de mettre au jour les principaux ensembles monumentaux ;
- Dégagement de l'agora entre 1948 et 1955 ;
- Fouilles du sanctuaire d'Artémis dans les années 1970 ;
- Actuellement[Quand ?], fouilles d'habitats, d'ateliers et surtout sondages d'urgence.

Le premier musée est construit dans l'entre-deux-guerres. Après une période de travaux, il a été agrandi et inauguré le 10 juillet 2010.
La recherche est aujourd'hui élargie à l'ensemble de l'île mais le coût de la main-d'œuvre oblige surtout à de la prospection, les fouilles demeurant ponctuelles.
La législation grecque s'est efforcée de protéger les antiquités. À Thasos, tous les terrains sont archéologiques et les chantiers sont donc surveillés par des archéologues.
En 2012, à l'initiative d'Arthur Muller, professeur d’archéologie grecque, le bilan d'un siècle d’archéologie française à Thasos a été dressé et présenté au public, à travers des expositions et des conférences.

## Personnages liés à Thasos
- Le médecin Hippocrate séjourna quatre années à Thasos comme médecin public invité par la cité.
- Le thassiote Théogénès, qui remporta aux jeux olympiques l'épreuve de boxe (-480) et de pancrace (-476).
- Le peintre Polygnote, thassiote, qui fut théore (magistrature religieuse) de la cité en 444 avant notre ère.
- Le philosophe Théophraste séjourna un temps dans la cité peu avant ou peu après 300 avant notre ère.
- Philisque de Thasos, appelé Agrios ("le sauvage"), qui selon Pline se retira dans des lieux fleuris pour étudier les abeilles.
- L'écrivain grec moderne Vassilis Vassilikos y est né.